# Tjapajef
Tjapajef (russisk: Чапаев) er en sovjetisk film fra 1934 af Georgij Vasiljev og Sergej Vasiljev.

## Medvirkende
- Boris Babotjkin – Vasilij Tjapajev
- Boris Blinov – Dmitrij Furmanov
- Varvara Mjasnikova – Anka
- Leonid Kmit – Petka
- Illarion Pevtsov – Sergej Nikolajevitj Borozdin